# Menoetius (księżyc)
Menoetius, pełna nazwa (617) Patroclus I Menoetius, oznaczenie prowizoryczne S/2001 (617) 1 – księżyc planetoidy (617) Patroclus z grupy planetoid trojańskich Jowisza. Nazwa składnika pochodzi od Menojtiosa (Menoetiusa), syna Aktora i ojca Patroklosa w mitologii greckiej.
Ze względu na niewiele mniejsze rozmiary od głównego składnika, należy raczej mówić o tym układzie planetoida podwójna. Menoetius ma ok. 112 km średnicy (Patroclus zaś ok. 122 km). Odległość między tymi ciałami wynosi 680+/-20 km. Ciała te obiegają wspólny środek masy w czasie 4,3 dnia.